# 小倉由菜
小倉由菜（日语：小倉由菜，1998年11月5日—），日本AV女優和YouTuber。出身於神奈川縣横滨市。所屬事務所是Mine's。暱稱是「おぐゆな」。廣告標語是「ボクらの彼女」。

## 經歷
從本業是AV女優的紗倉真菜得知工作情況並感到興趣。
2017年10月30日公布情報，並於同日建立Twitter。隔日10月31日在SOD於澀谷的萬聖節清潔活動中亮相。一般來說，AV女優在出道的第二天就與粉絲互動是非常罕見的。
2017年12月7日，作為SOD的企劃，「SOD star」連續3個月出道作的第3彈，「小倉由菜 AV Debut」為出道作。
從出道以來一直作為「SODstar」的專屬女優在活躍（到現在2021年6月）。
2018年3月獲得SOD AWARD2018的最優秀新人女優賞和ラムタラ女優賞。
2019年3月獲得SOD AWARD2019的優秀女優專屬賞。
在出道2周年的時候建立個人YouTube頻道，並首次演出電影「全裸監督」。
2019年3月建立專門面向韓國觀眾的YouTube頻道。
現在已經是訂閱數43萬人，總觀看數5743萬次的熱門頻道(2021年6月17日的數字)。
第6部VR演出的作品，『雪山遭難VR』獲得“このエロVRがすごい 2019年上半期”中作品部門的得票數第1名。
2020年12月17日於『ゲオTV×メンズサイゾー セクシーパネルクイズ～ドアップ25～私は誰でしょう？』的WEB投票中獲得最性感嘴唇女優賞。。

## 演出

### 遊戲
- 人中之龍 維新 極 （2023年2月22日，動作冒險，SEGA，PlayStation 5，角色：由菜(登場在純情武士卡拉ok的MV片段)）
- 人中之龍7 外傳 英雄無名 （2023年11月8日，動作冒險，SEGA，PlayStation 5，角色：由菜(登場在新純情武士卡拉ok的MV片段)）

## 外部連結
- SODstarメンバー紹介!!（页面存档备份，存于）
- 小倉由菜的X（前Twitter）
- 小倉由菜的Instagram帳戶
- YouTube上的小倉由菜頻道（韓國向YouTube頻道）